# Balacra
Balacra is een geslacht van vlinders van de familie spinneruilen (Erebidae).

## Soorten
- B. affinis Rothschild, 1910
- B. alberici (Dufrane, 1945)
- B. aurivilliusi Kiriakoff, 1957
- B. basilewski Kiriakoff, 1953
- B. basilewskyi Kiriakoff, 1953
- B. batesi Druce, 1910
- B. belga Kiriakoff, 1954
- B. brunnea Grünberg, 1907
- B. caeruleifascia Walker, 1856
- B. compsa (Jordan, 1904)
- B. conradti Oberthür, 1911
- B. daphaena (Hampson, 1898)
- B. diaphana Kiriakoff, 1957
- B. distincta Kiriakoff, 1953
- B. ehrmanni (Holland, 1893)
- B. elegans Aurivillius, 1892
- B. flavimacula Walker, 1856
- B. fontainei Kiriakoff, 1953
- B. fontanei Kiriakoff, 1953
- B. furva Hampson, 1911
- B. germana Rothschild, 1912
- B. guillemei (Oberthür, 1911)
- B. haemalea Holland, 1893
- B. herona (Druce, 1887)
- B. humphreyi Rothschild, 1912
- B. inflammata Hampson, 1914
- B. intermedia Rothschild, 1912

- B. jaensis Bethune-Baker, 1927
- B. magna Hulstaert, 1923
- B. micromacula Strand, 1920
- B. monotonia Strand, 1912
- B. nigripennis (Aurivillius, 1904)
- B. ochracea Walker, 1869
- B. preussi (Aurivillius, 1904)
- B. pulchra Aurivillius, 1892
- B. rattrayi (Rothschild, 1910)
- B. rubricincta Holland, 1893
- B. rubrostriata (Aurivillius, 1892)
- B. similis Hulstaert, 1923
- B. simplex Aurivillius, 1925
- B. simplicior Kiriakoff, 1957
- B. stigmatica Grünberg, 1907
- B. tamsi (Kiriakoff, 1957)
- B. testacea Aurivillius, 1881
- B. umbra Druce, 1910
- B. vitreata Rothschild, 1910
- B. vitreigutta Hulstaert, 1923